# Dimítrios Rízos
Dimítrios Rízos (en grec Δημήτριος Ρίζος), né le 20 mars 1958 à Souflí en Grèce, est un homme politique grec.

## Biographie
Aux élections législatives grecques de janvier 2015, il est élu député au Parlement grec sur la liste de la SYRIZA dans la circonscription de l'Évros.